# Über die Sprache und Weisheit der Indier
Über die Sprache und Weisheit der Indier ist eine kunst-, sprach- und gesellschaftstheoretische Monographie von Friedrich Schlegel. Sie erschien 1808 im Verlag Mohr und Zimmer, heute Mohr Siebeck Verlag, in Heidelberg.

## Entstehung
Der Autor Friedrich Schlegel hatte mehrere Jahre in Jena gelebt. Nachdem der „Jenaer Kreis“ 1801 auseinandergebrochen war, ging Schlegel nach Paris. Dort widmete er sich der Kunstkritik und ab 1803 den „Studien der Sanskrit-Sprache und des indischen Alterthums“ – so Schlegels eigene Worte. Diese Studien führte er in Köln fort, wohin er mit seiner Frau 1804 gezogen war. Ein Ertrag dieser Studien ist die Monographie, die 1808 erschien.

## Struktur und Inhalt
Schlegels über 300 Seiten starkes Werk besteht aus einer Vorrede, den drei Büchern „Von der Sprache“, „Von der Philosophie“ und „Historische Ideen“ und schließlich den Übersetzungen ausgewählter Originalliteratur, „Indische Gedichte“.

### Vorrede
Im ersten Satz seiner Vorrede nimmt Friedrich Schlegel Bezug auf Sir William Jones. Dieser hatte als einer der ersten die Ähnlichkeit zwischen Sanskrit einerseits und etlichen europäischen Sprachen andererseits bemerkt. Jones’ Vortrag war in Europa schnell bekannt geworden und faszinierte viele Forscher in Deutschland und anderen europäischen Ländern. So auch Schlegel, den die Frage beschäftigte, ob es nicht analog zu den Primzahlen in der Mathematik Primworte, ursprüngliche Wörter, geben könnte, aus denen die Sprachen der Welt ihre Wörter schöpfen. Jones hatte nun unter Verweis auf Sanskrit eine Teilantwort angeregt, der Schlegel nachgehen wollte.

### Buch I:Von der Sprache
Schlegel hält Sanskrit für die gesuchte Ursprache, von der Griechisch, Lateinisch, Persisch und Gotisch abstammen sollen. Heute wissen wir, dass dies nicht richtig ist. Aus dem Indogermanischen haben sich Sanskrit und die meisten europäischen Sprachen entwickelt.
Dabei zeigt er im ersten Kapitel auf, dass die indische Sprache eine große Verwandtschaft mit der „römischen und griechischen so wie mit der germanischen und persischen Sprache“ aufweist, nimmt aber gleich das höhere Alter des Indischen vorne weg. Hierbei handle es sich auch nicht nur um oberflächliche Verwandtschaften, sondern sowohl um eine Verwandtschaft der Wortwurzeln, als auch der Struktur und Grammatik. Diesen Gedanken führt er im folgenden Kapitel aus und präsentiert eine Vielzahl von Wortwurzeln, die das Indische mit anderen Sprachen, wie etwa dem Deutschen und Englischen, verbinden. So findet sich etwa im Deutschen „vindoti - er findet, […] Rotho — das Rad, Bhruvo - die Brauen der Augen“ oder im Englischen und Lateinischen „Yūyon — ihr, Englisch you“, „navyon — navis, danen — donum“.
Das dritte Kapitel ist mit „Von der grammatischen Structur“ überschrieben. Schlegel weist darauf hin, dass neben den Wortverwandtschaften „die innere Structur der Grammatik oder die vergleichende Grammatik“ am ehesten geeignet sind, die Verwandtschaftsbeziehungen klarzustellen. Hierin sollte ihm einige Jahre später Franz Bopp, der Begründer der Indogermanistik folgen. Durch dieses Mittel versucht er dann auch zu beweisen, dass sich das Indische nicht etwa aus den verwandten Sprachen gebildet habe, sondern vielmehr diese aus dem Indischen entsprungen sein müsse. So sei etwa „die regelmäßige Einfachheit der indischen Sprache in der gleichen Structur ein untrügliches Kennzeichen des höhern Alterthums“.
Im Vierten Kapitel teilt er dann die Sprachen dieser Welt in zwei Kategorien ein, deren Sprachprinzip einen Gegensatz bildet. Zum einen seien dies die Sprachen, welche Wörter durch Flexion, bzw. durch Wortbestandteile oder Partikelwörter bilden.
„Entweder werden die Nebenbestimmungen der Bedeutung durch innre Veränderung des Wurzellauts angezeigt, durch Flexion; oder aber jedesmal durch ein eignes hinzugefügtes Wort, was schon an und für sich Mehrheit, Vergangenheit, ein zukünftiges Sollen oder andre Verhältnißbegriffe der Art bedeutet; und diese beiden einfachsten Fälle bezeichnen auch die beiden Hauptgattungen aller Sprache.“
Beispielhaft hierfür lasse sich das Chinesische als eine Sprache aufführen, welche aus unzähligen Einzelwörtern besteht, oder das Amerikanische, welches Wörter aus vielen Einzelteilen zusammen setze. Das Celtische und Indische dagegen seien flektierende Sprachen. Die flektierenden Sprachen könne man dabei auf eine Ursprache zurückführen, die sich wie ein „Faden“ durch die Sprachlandschaft ziehe. Er fügt allerdings gegen Ende des Kapitels an, dass diese Stufung keiner Wertung entsprechen soll, sondern dass auch die kunstvollste und edelste Sprache verkommen könne, wie es „bei schlechten Schriftstellern zur Genüge“ geschehe.
Anschließend betrachtet er den Ursprung der Sprachen. Hierbei sieht er das Indische als eine Sprache, die nicht aus Lautmalerei und „thierischer Dumpfheit“ entstanden sei, sondern aus „klarste[r] und innigste[r] Besonnenheit“. Er liefert auch den vorher angesprochenen „Beweis“ für das hohe Alter des Indischen: „aus dem Gebrauch der Terminologie, oder etymologisch aus den zusammengesetzten Worten nachweisen.“
Abschließend behandelt er in diesem ersten Buch sog. Mittelsprache wie das Armenische und erläutert, wieso die Sprachen heute so unterschiedlich erscheinen, wo sie doch ursprünglich aus einer Ursprache entstammen können. Dabei gibt er vor allem historische Prozesse an, so genannte „Einmischungen“, wie etwa arabische Wurzeln in der Sprache der Griechen, die ja häufig Verkehr mit den Phöniziern hatten.

### Übersetzungen
Schlegel übersetzt im Anschluss an seine drei Bücher ausgewählte altindische Texte. Besonders zu erwähnen ist die Teilübersetzung der Bhagavadgita (von Schlegel Bhogovotgita geschrieben), des berühmten philosophischen Lehrgedichts, das im Hinduismus eine zentrale Rolle einnimmt. Es ist in das altindische Epos Mahabharata eingebettet. Die erste Übersetzung in eine europäische Sprache hatte der englische Orientalist Charles Wilkins bereits 1785 angefertigt. In Deutschland wurde die Bhagavadgita jedoch durch Friedrichs Bruder August Wilhelm bekannt. Dieser hat 1823 das Epos mit indischen Buchstaben drucken lassen und eine lateinische Übersetzung beigefügt, die sehr erfolgreich war.

## Die Folgen
In der Vorrede zu seiner Schrift hatte Schlegel beschrieben, dass er an diese Veröffentlichung verschiedene Hoffnungen knüpft: So möchte er zeigen, „wie fruchtbar das indische Studium dereinst noch werden könne“, möchte bekanntmachen, „welche reiche Schätze hier verborgen seien“ und will schließlich erreichen, „die Liebe für dieses Studium […] auch in Deutschland anzufachen“. Tatsächlich schwebt Schlegel eine Art 'Renaissance' vor. So wie im 15. und 16. Jahrhundert in Italien und Deutschland das Studium der griechischen Sprache und Kultur betrieben und gefördert worden seien, so wünscht er sich eine Befruchtung der Gegenwart durch das indische Altertum.

### Franz Bopp und die Gründung der Indogermanistik
In die Fußstapfen Schlegels trat zunächst Franz Bopp (1791–1867), der als Begründer der Indogermanistik gilt. Bopp besuchte in Aschaffenburg das Gymnasium und hatte dort das große Glück, von seinem Gymnasiallehrer Karl Joseph Windischmann gefördert zu werden. Ganz entscheidend war die von Windischmann auf Bopp übertragene Begeisterung für indische Kultur und Sprache. Beide lasen Über die Sprache und Weisheit der Indier. Bopp folgte Schlegels Vorbild und ging 1812, finanziell gefördert von der Bayerischen Regierung, nach Paris.
Bopps in Paris angestellte Studien führten schon 1816 zu seiner bahnbrechenden Arbeit Über das Conjugationssystem der Sanskritsprache in Vergleichung mit jenem der griechischen, lateinischen, persischen und germanischen Sprache. Bopp griff hier (und in seinem Hauptwerk von 1833) den von Schlegel geprägten Begriff der 'vergleichenden Grammatik' auf und untersuchte – ganz in Schlegels Sinne – die „innere Structur der Grammatik“.
Auch Bopps Lehrer und Förderer Windischmann betonte die Bedeutung der Schlegelschen Schrift für Bopps Arbeiten. In den 46 Seiten umfassenden Vorerinnerungen, im Wesentlichen eine Laudatio auf seinen Schüler, betont Windischmann, dass Friedrich von Schlegel „die Sanskritsprache zum Gegenstand ernsten Studiums gemacht und hierin für uns alle die Bahn gebrochen“ habe.
Allerdings wird nicht Schlegel, sondern erst der strenger und systematischer arbeitende Bopp als Begründer der Indogermanistik angesehen. 1816, das Erscheinungsjahr des Boppschen Conjugationssystems, gilt als Geburtsjahr der vergleichenden Sprachwissenschaft und der Indogermanistik. Im Gegensatz zu Schlegel erhielt Bopp universitäre Ehren und Ämter. 1821 wurde er in Berlin auf die Professur für „orientalische Litteratur und allgemeine Sprachkunde“ berufen.
Das Hauptaugenmerk auf Sanskrit zu richten, ist auch aus heutiger Sicht vernünftig. Tatsächlich sind die altindischen Veden, die ältesten Texte der Hindu-Religion, vor mehr als 3000 Jahren formuliert worden, ohne zunächst schriftlich festgehalten zu werden. Jahrhundertelang erfolgte die Überlieferung nur mündlich. Es handelt sich also um sehr alte Sprachzeugnisse und die Indogermanistik verdankt ihre Entstehung der Entdeckung des Sanskrits durch Jones und Schlegel.

### Weitere Indogermanisten
Auf dem Gebiet des Sprachvergleichs hat Bopp Grundlegendes geleistet. An der Rekonstruktion der indogermanischen Sprache haben zunächst August Schleicher (1821–1868), Professor in Prag und schließlich Jena, und August Friedrich Pott (1802–1887), Professor in Halle, gearbeitet. Wesentliche Fortschritte wurden dann von der Leipziger Schule erarbeitet.

## Ausgaben
- Friedrich von Schlegel: Ueber die Sprache und Weisheit der Indier. Ein Beitrag zur Begründung der Alterthumskunde; Nebst metrischen Übersetzungen Indischer Gedichte. Mohr und Zimmer, Heidelberg 1808 (Internet Archive Memento, PDF; 341 Seiten, 14,9 MB); (Digitalisat und Volltext im Deutschen Textarchiv)
- Friedrich Schlegel: Über die Sprache und die Weisheit der Indier. Ein Beitrag zur Begründung der Altertumskunde. With an introductory article by Sebastiano Timpanaro. Translated from the Italian by J. Peter Maher. Prepared by E. F. K. Koerner. Benjamins, Amsterdam 1977 (Amsterdam studies in the theory and history of linguistic science, Vol. 1; Series 1, Amsterdam classics in linguistics, 1800–1925), ISBN 90-272-0872-7, Ss. xiff.: Sebastiano Timpanaro: Friedrich Schlegel and the Development of Comparative Linguistics in the 19th Century.